# فندق ماجستيك (كوالالمبور)
فندق ماجستيك هو فندق تاريخي في كوالا لمبور، ماليزيا. يقع هذا الفندق بالقرب من محطة قطار كوالالمبور.

## لمحة تاريخية
بٌنى في عام 1932 كفندقٍ مؤلف من 51 غرفة. حيث استخدام أثناء الحرب العالمية الثانية كمعسكر انتقالي لليابانببن. عندما استسلمت اليابان، انتشر خبر يفيد أن أحد الجنود انتحر في الغرفة رقم 48. عقدت داتو أون بن جعفر جلسة افتتاحية لتشكيل حزب مالايا الاستقلالي، وهو حزب غير عنصري، في فندق ماجستيك يوم 17 سبتمبر عام 1951. وترأس الجلسة السيد تان تشنغ لوك، رئيس الرابطة الصينية الماليزية (MCA). وتم اتخاذ قرار من قبل ألف شخص - ممثلين من المجتمعات الملايوية والصينية والهندية والأوراسية والمجتمعات الأخرى للمطالية يالحكم الذاتي في غضون عشر سنوات.
مع افتتاح فنادق جديدة مثل ميرلين، هيلتون، إكواتوريال والفندق الاتحادي، أغلق الفندق أخيراً في عام 1984. بعد 28 عاماً، افتتح الفندق أبوابه مرة أخرى بعد تجديده وأضيف إليه مبنى جديد.
يعتبر الفندق أحد أعضاء الفنادق الرائدة في العالم .